# Henri Squire
Henri Squire (* 27. September 2000 in Duisburg) ist ein deutscher Tennisspieler.

## Karriere
Squire spielte bis 2018 auf der ITF Junior Tour. Dort erreichte er mit Rang 81 seine höchste Notierung in der Jugend-Rangliste. Bei den Grand-Slam-Turnieren war sein bestes Resultat der Finaleinzug an der Seite von Rudi Molleker 2018 bei den Australian Open. Sie unterlagen dort den Franzosen Hugo Gaston und Clément Tabur in zwei Sätzen. Bestes Ergebnis im Einzel war die zweite Runde bei demselben Turnier.
Erste Erfahrungen bei den Profis machte Squire von 2016 bis 2020, aber erst Mitte 2021 nahm er regelmäßiger an Turnieren der ITF Future Tour teil. Zuvor hatte er zwei Jahre an der Wake Forest University studiert und dort auch College Tennis gespielt. Er unterbrach das Studium zugunsten einer Profikarriere. Seiner Aussage nach habe er zwischenzeitlich die Lust am Tennis verloren und sich deshalb für den Umweg über das Studium entschieden. Im Herbst 2021 gelang Squire bei drei Futures der Einzug ins Finale. Beim Challenger in Eckental konnte er erstmals eine Hauptrunde überstehen, wodurch er sich in den Dunstkreis der Top 500 der Weltrangliste spielen konnte. Ende des Jahres gewann er die Deutschen Hallen-Meisterschaften.
Im Jahr 2022 kam ein vierter Endspieleinzug hinzu, der abermals nicht zum Titel führte. Erster Erfolg auf der Challenger-Ebene gelang ihm in Troisdorf, als er sein erstes Halbfinale erreichte. Wenig später wurde ihm eine Wildcard für das Turnier in Halle zuteil, die gleichbedeutend mit dem Debüt auf der ATP Tour war. Er musste in seinem Erstrundenmatch gegen Laslo Đere im ersten Satz aufgeben. Im August 2022 stieg er auf seine bis dato höchste Weltranglistenposition von Platz 287 – bis Ende des Jahres verlor er jedoch wieder rund 100 Plätze. Einziger Erfolg im Doppel und gleichzeitig der erste Titel für Squire war der Erfolg beim Turnier in Bergamo an der Seite von Jan-Lennard Struff. In der 1. Bundesliga hatte Squire von 2019 bis 2022 jeweils für den Düsseldorfer Rochusclub gespielt.
2023 folgten schließlich die ersten zwei Future-Titel. Auf der Challenger Tour schaffte Squire im finnischen Tampere das zweite Mal das Halbfinale zu erreichen. Er verlor dort gegen Dalibor Svrčina. Der größte Sieg des Jahres gelang ihm in der Qualifikation von Halle, wo er zum Auftakt die Nummer 75 der Welt, Luca Van Assche, mit 6:2, 6:2 besiegte, bevor er gegen Louis Weßels in drei Sätzen verlor. Das Jahr beendete er auf Platz 262, und damit wie ab 2021 jährlich mit einer Verbesserung gegenüber zum Vorjahr. Ab  dieser Saison ging er für den TC Bredeney in der 1. Bundesliga an den Start, mit dem er Deutscher Mannschaftsmeister wurde.
Im März 2024 erzielte Squire beim Challenger in Hamburg seinen größten Erfolg bis dato, als er im Finale gegen den Franzosen Clément Chidekh mit 6:4 und 6:2 gewann. Er erreichte mit Rang 240 ein neues Karrierehoch. Bei fünf weiteren Challengern schaffte er es zumindest ins Viertelfinale, wodurch er sich dauerhaft auf der Challenger Tour etablierte. Im tschechischen Ostrava zog Squire das zweite Mal ins Challenger-Endspiel ein. Obwohl er schon mit 5:1 im dritten Satz führte, verlor er das Match gegen Damir Džumhur. Als Nachrücker durfte Squire im Mai 2024 bei der Qualifikation zu den French Open teilnehmen. Hier revanchierte er sich und besiegte Damir Džumhur zum Auftakt, gefolgt von Siegen gegen Hugo Grenier und Andrea Vavassori, gleichbedeutend mit seiner ersten Qualifikation für das Hauptfeld bei einem der vier Major-Turniere. In seinem Erstrundenmatch gegen den Australier Max Purcell (Nr. 94 der Welt) gewann Squire die ersten zwei Sätze, musste nach Satzausgleich aber mehrere Matchbälle abwehren. Im entscheiden Tie-Break entschied er die Partie dann nach sechs parierten Matchbällen, 3:21 Stunden Spielzeit und zwei längeren Regenpausen mit 6:2, 6:2, 3:6, 4:6, 7:6 (12:10) für sich und erreichte erstmals die zweite Runde bei einem Grand-Slam-Turnier. Er schied dort gegen Félix Auger-Aliassime in vier Sätzen aus.

## Erfolge
| Legende (Anzahl der Siege) |
| Grand Slam                 |
| ATP Finals                 |
| ATP Tour Masters 1000      |
| ATP Tour 500               |
| ATP Tour 250               |
| ATP Challenger Tour (2)    |

### Einzel

#### Turniersiege
| Nr. | Datum         | Turnier | Belag         | Finalgegner     | Ergebnis |
| --- | ------------- | ------- | ------------- | --------------- | -------- |
| 1.  | 17. März 2024 | Hamburg | Hartplatz (i) | Clément Chidekh | 6:4, 6:2 |

### Doppel

#### Turniersiege
| Nr. | Datum            | Turnier | Belag         | Partner            | Finalgegner                       | Ergebnis          |
| --- | ---------------- | ------- | ------------- | ------------------ | --------------------------------- | ----------------- |
| 1.  | 6. November 2022 | Bergamo | Hartplatz (i) | Jan-Lennard Struff | Jonathan Eysseric Albano Olivetti | 6:4, 6:75, [10:7] |